# Avksenivka, Verhnodniprovsk
Avksenivka (în ucraineană Авксенівка) este un sat în comuna Borovkivka din raionul Verhnodniprovsk, regiunea Dnipropetrovsk, Ucraina.

## Demografie
Componența lingvistică a localității Avksenivka
     Ucraineană (91,34%)
     Rusă (7,87%)
Conform recensământului din 2001, majoritatea populației localității Avksenivka era vorbitoare de ucraineană (91,34%), existând în minoritate și vorbitori de rusă (7,87%).